# モンスターファームオンライン
『モンスターファームオンライン』はテクモが2007年12月21日からゲームポットの運営で行われていたオンラインゲーム。

## 概要
モンスターファームシリーズ初のオンラインゲームで、モンスターファームシリーズ10周年を飾る作品。2007年12月21日よりクローズドβテストが開始され、2008年3月5日に正式にサービスを開始した。モンスターファームシリーズ恒例の円盤石再生（CDとDVDからモンスターを再生させる事ができる。）がある。他のユーザーと共にクエストをクリアする所も今作の特徴。今作ではモンスターファームシリーズで多く登場している「スエゾー」と「ドラゴン」が登場しない。

## 登場モンスター
- 今作
  - コルヌー種
  - アンテロ種
  - キキモ種
  - シグニール種
  - シグエ種
  - マムー種
  - グロブスト種
  - サラマンダー種
- 他の作品
  - ライガー種
  - ピクシー種
  - パンチョ種
  - ハム種
  - モッチー種
  - ワーム種
  - ヘンガー種
    - ゴーレム種

  - デュラハン種

## 休止
2007年12月21日から始まり2008年11月3日に運営休止。2009年11月4日から『モンスターファームラグーン』としてゲームシステムを引き継いでいるが、セーブデータまでは引き継げない。